# Sigmatomera (Austrolimnobia) woytkowskiana
Sigmatomera (Austrolimnobia) woytkowskiana is een tweevleugelige uit de familie steltmuggen (Limoniidae). De soort komt voor in het Neotropisch gebied.